# Kenneth Tigar
Kenneth „Ken“ Tigar (* 24. September 1942 in Chelsea, Massachusetts) ist ein US-amerikanischer Schauspieler.

## Leben
Tigar studierte an der Harvard University Germanistik und verbrachte ein Jahr als Fulbright-Stipendiat an der Universität Göttingen. Er spricht fließend deutsch und übersetzte auch Werke von unter anderem Brecht, Wedekind und Büchner ins Englische.
Seit Mitte der 1970er Jahre ist er als Schauspieler tätig und trat bislang in über 160 Film- und Fernsehproduktionen auf. Von 2016 bis 2019 war er in der Amazon-Serie The Man in the High Castle als Heinrich Himmler zu sehen.

## Filmografie (Auswahl)
- 1975: The Happy Hooker
- 1976–1981: Barney Miller (Fernsehserie, 6 Folgen)
- 1977: Der Mann aus Atlantis (Man from Atlantis, Fernsehserie, 3 Folgen)
- 1978: Der Golden Gate Mörder (The Golden Gate Murders, Fernsehfilm)
- 1979: Barnaby Jones (Fernsehserie, 1 Folge)
- 1981: Joe Dancer – Ein harter Brocken (The Big Black Pill, Fernsehfilm)
- 1981: The Gangster Chronicles (Fernsehserie, 13 Folgen)
- 1981: Bis zum letzten Schuß (Gangster Wars)
- 1983, 1984: Hart aber herzlich (Hart to Hart, Fernsehserie, 2 Folgen)
- 1983: Scherben eines Mordes (Missing Pieces, Fernsehfilm)
- 1984: Ich bin kein Mörder (Fatal Vision, Fernsehfilm)
- 1985: Als Junge ist sie Spitze (Just One of the Guys)
- 1985: Creator – Der Professor und die Sünde (Creator)
- 1986: Geschlechtsumwandlung – I Change My Life (Second Serve, Fernsehfilm)
- 1987: Eine Frau besiegt die Angst (The Betty Ford Story, Fernsehfilm)
- 1987: Dallas (Fernsehserie, 4 Folgen)
- 1987–1989: Unser lautes Heim (Growing Pains, Fernsehserie, 6 Folgen)
- 1988: Endlich wieder 18 (18 Again!)
- 1988: Das Böse II (Phantasm II)
- 1988–1989: Der Denver-Clan (Dynasty, Fernsehserie, 5 Folgen)
- 1989: Eine Frau klagt an (Roe vs. Wade, Fernsehfilm)
- 1989: Brennpunkt L.A. (Lethal Weapon 2)
- 1990: Ohne Zeugen (In the Best Interest of the Child, Fernsehfilm)
- 1992: Brennpunkt L.A. – Die Profis sind zurück (Lethal Weapon 3)
- 1993: Mein Leben für dich (My Life)
- 1993: Snapdragon – Blutige Begierde (Snapdragon)
- 1995: Jade
- 1995: Speed Rage (Rage)
- 1996: Cadillac Ranch
- 1996: Zwielicht (Primal Fear)
- 1996: Nacht des Terrors (Riot)
- 1997: Little Bigfoot
- 1997: Puma Hunter – Raubtierjagd in Hollywood (Hollywood Safari)
- 1997: Fletcher’s Visionen (Conspiracy Theory)
- 1997: Tausend Morgen (A Thousand Acres)
- 1997: Underground – Die Vergeltung (The Underground)
- 1997–1999: L.A. Heat (Fernsehserie, 47 Folgen)
- 1998: Route 9 (Fernsehfilm)
- 2000: Blessed Art Thou
- 2005: Time of Fear
- 2008–2009: Fringe – Grenzfälle des FBI (Fringe, Fernsehserie, 2 Folgen)
- 2012: Marvel’s The Avengers (The Avengers)
- 2012–2013: Good Wife (The Good Wife, Fernsehserie, 3 Folgen)
- 2013–2014: Alpha House (Fernsehserie, 5 Folgen)
- 2013–2018: House of Cards (Fernsehserie, 6 Folgen)
- 2014: The Union
- 2015: Hell's Heart
- 2016: Feed the Beast (Fernsehserie, 3 Folgen)
- 2016–2019: The Man in the High Castle (Fernsehserie, 15 Folgen)
- 2017: Die Verlegerin (The Post)
- 2018, 2022: Bull (Fernsehserie, 2 Folgen)
- 2019: The Blacklist (Fernsehserie, 1 Folge)
- 2022: Billions (Fernsehserie, 1 Folge)
- 2022: The Good Fight (Fernsehserie, 1 Folge)
- 2022: Pinball: The Man Who Saved the Game
- 2023: You Hurt My Feelings